# Positivo directo (fotografía)

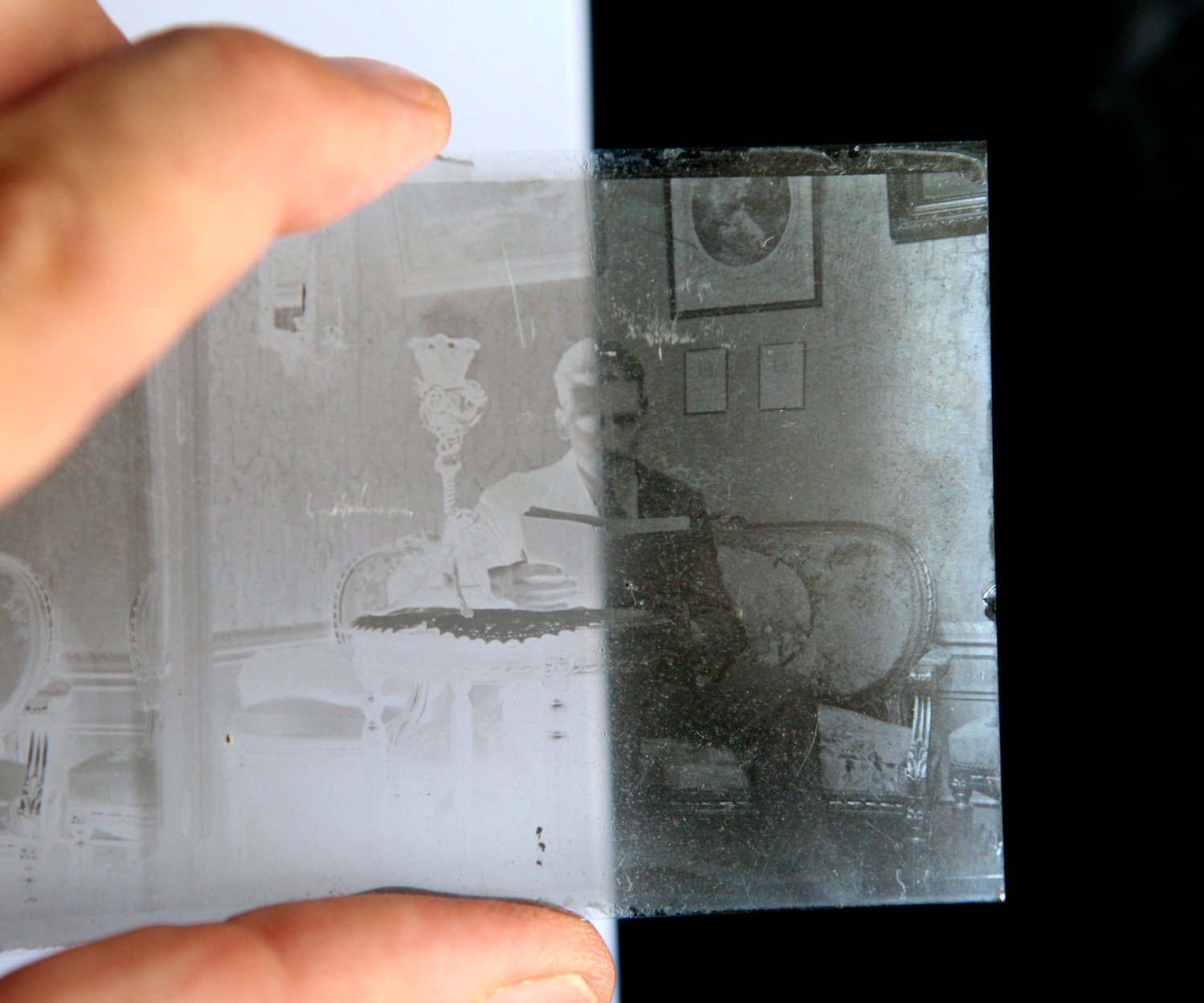
Por el principio de campo oscuro, esta placa de vidrio al gelatino-bromuro, aparece como negativo sobre un fondo claro, y por el contrario sobre un fondo negro como algo positivo. Pero en este caso no es un positivo directo, sino un negativo de vidrio estereoscópico de comienzos del.

En fotografía, un positivo directo es un procedimiento con el que se obtiene una fotografía directa en positivo, carente de negativo; en él se produce tan solo una prueba o fotografía única, no multiplicable. Son positivos directos los obtenidos entre otros con la heliografía de Niepce, los daguerrotipos, los ferrotipos y los ambrotipos, y más modernamente con la 2ª generación de fotos instantáneas de Polaroid, la técnica Instax de Fujifilm o la del papel "Zink" de Zink Holdings LLC.
En los casos citados del siglo XIX, el  positivo directo es posible gracias al principio óptico llamado del campo oscuro, el cual se produce y utiliza entre otras cosas, en la fotografía y en la microscopía. Debido al principio del campo oscuro, con una baja iluminación, un negativo fotográfico sobre un fondo blanco, aparece como negativo, en cambio, sobre un fondo oscuro se observa como positivo .

## Historia y Desarrollo

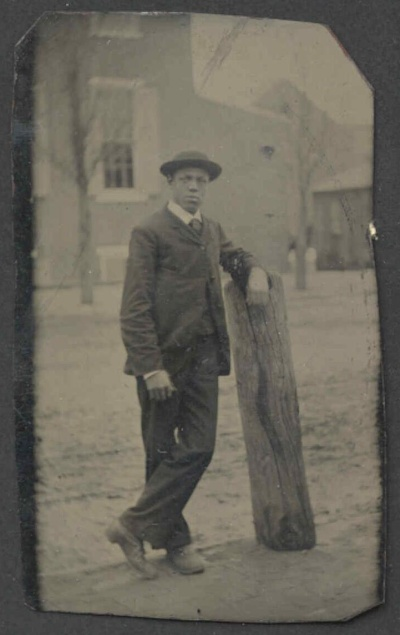
Ferrotipo de un hombre apoyado en un poste.

El principio del campo oscuro fue descrito por primera vez en 1839 por John Herschel.
Hannibal L. Smith aprovechó este efecto, en 1856 para el Ferrotipo, también conocido como Ferrotipo desarrollado. Es un proceso del negativo de colodión en el que después del proceso fotográfico, se genera el positivo directo: A medida que la emulsión del colodión obtiene la imagen, se expone sobre una chapa de hierro negro, que sirve al negativo único como fondo; el negativo aparecerá como positivo debido al principio del campo oscuro .
Algunos de los procesos fotográficos, basados en la utilización del principio del campo oscuro, con los que se obtiene el proceso de positivo directo son:
- Ferrotipo
- Ambrotipo ( Melanotipo, era un ambrotipo rebautizado por el hijo de Peter Neff, por el tono negro del fondo)
- Pannotipo. El Pannotipo (del latín pannus = tela) es un análogo del positivo de colodión, que fue patentado en el año 1853 por la firma parisina Wulff & Co. por la que había sido ideado, siendo utilizado entre los años 1859 y 1863.

## Microscopio de campo oscuro
A finales del Siglo XIX en Jena, el químico austríaco Richard Zsigmondy junto con el físico Henry Siedentopf, idearon un ultra microscopio, Microscopio de campo oscuro, que se basa en el principio del campo oscuro. Al mejorar este principio se construyó en 1912 el ultramicroscopio de inmersión, con el que se visualizaron, por primera vez, las partículas que tienen un tamaño de una millonésima parte de un milímetro.